# Soedjatmoko
Soedjatmoko (Geburtsname: Soedjatmoko Mangoendiningrat; * 10. Januar 1922 in Sawahlunto, Westsumatra, Niederländisch-Indien; † 21. Dezember 1989 in Yogyakarta) war ein indonesischer Sozialwissenschaftler, Politiker der Sozialistischen Partei Indonesiens und Diplomat, der unter anderem zwischen 1968 und 1971 Botschafter in den USA sowie von 1980 bis 1987 Rektor der Universität der Vereinten Nationen in Shibuya war.

## Leben
Soedjatmoko stammte aus einer Adelsfamilie und war der älteste Sohn des Arztes Saleh Mangoendiningrat sowie dessen Ehefrau Isnadikin Citrokusumo. Er begann nach dem Schulbesuch ein Studium der Medizin an der Medizinischen Hochschule (Geneeskundige Hogeschool) in Batavia. Aufgrund seiner politischen Aktivitäten wurde er während der Besetzung Niederländisch-Indiens durch die Kaiserlich Japanische Armee im Zweiten Weltkrieg 1943 aus der Universität verwiesen und begab sich daraufhin nach Surakarta, wo er in der Praxis seines Vaters arbeitete. Nach der indonesischen Unabhängigkeitserklärung am 17. August 1945 trat er in den diplomatischen Dienst ein und gehörte 1947 zur Delegation bei den Vereinten Nationen in New York City. Im Anschluss begann er ein Studium an der Harvard Graduate School of Public Administration, das er jedoch wegen seiner diplomatischen Tätigkeiten abbrechen musste. Er fungierte kurzzeitig als Geschäftsträger der Botschaft im Vereinigten Königreich sowie als Politischer Referent an der Botschaft in den USA.
Nach seiner Rückkehr nach Indonesien war Soedjatmoko als Journalist tätig und trat der 1948 gegründeten Sozialistischen Partei Indonesiens PSI (Partai Sosialis Indonesia) bei, für die er am 15. Dezember 1955 zum Mitglied der Verfassunggebenden Versammlung (Konstituante) gewählt wurde. Dieser gehörte er bis zu deren Auflösung am 5. Juli 1959 an. Als der Regierungsstil von Staatspräsident Sukarno zunehmend autoritärer wurde, begab er sich in die USA und arbeitete zwischen 1960 und 1962 als Lecturer an der Cornell University. Nach seiner darauf folgenden Rückkehr lebte er von 1962 bis 1965 aus Protest gegen die Regierung Sukarno ohne Beschäftigung. Nachdem Sukarno durch General Suharto 1965 weitgehend entmachtet wurde, kehrte er ins öffentliche Leben zurück und wurde 1966 Mitglied der Delegation bei den Vereinten Nationen. Am 16. Juni 1968 erfolgte seine Ernennung zum Botschafter in den USA und war dort bis zum 26. April 1971 akkreditiert. Nach seiner Rückkehr wurde er Berater von Außenminister Adam Malik. Er wurde 1971  Mitglied der American Academy of Arts and Sciences.
Im Januar 1974 wurde Soedjatmoko für knapp drei Wochen festgenommen, nachdem ihm vorgeworfen wurde, der Initiator der sogenannten Malari-Ereignisse (Peristiwa Malari) vom 15. Januar 1974 zu sein. Dabei handelte es sich um einen Protest von Studenten und verarmter Stadtbewohner gegen die Regierung wegen Korruption, hohe Preise und ungleichmäßige Verteilung ausländischer Investitionen. Bei den zweitägigen Unruhen kamen elf Menschen ums Leben und 137 Personen wurden verletzt. Trotz seiner Entlassung aus dem Polizeigewahrsam erhielt er eine zweieinhalbjährige Ausreisesperre. 1978 wurde ihm der Ramon-Magsaysay-Preis in der Kategorie Frieden und Internationale Verständigung verliehen. Am 10. April 1980 löste er James M. Hester als Rektor der Universität der Vereinten Nationen im japanischen Shibuya ab und bekleidete diesen Posten bis zum 30. März 1987, woraufhin Heitor Gurgulino de Souza seine Nachfolge antrat. Er gehörte der Jury zur Verleihung des Rolex-Preises für Unternehmungsgeist 1990 an, verstarb aber am 21. Dezember 1989 in Yogyakarta an einer Herzinsuffizienz.
Nach seiner Rückkehr nach Indonesien übernahm Soedjatmoko eine Professur an der Gadjah-Mada-Universität in Yogyakarta. Eine seiner Schwestern war die Politikwissenschaftlerin Miriam Budiardjo, die zwischen 1993 und 1998 Vorsitzende der Nationalen Menschenrechtskommission Indonesiens war. Sein jüngerer Bruder war der Diplomat Nugroho Wisnumurti, der von 1992 bis 1997 Ständiger Vertreter bei den Vereinten Nationen in New York und als solcher zwischen 1995 und 1997 auch Präsident des UN-Sicherheitsrates sowie von 2000 bis 2004 Ständiger Vertreter bei den Vereinten Nationen in Genf war. Siti Wahyunah, eine weitere jüngere Schwester, war die Ehefrau des Politikers Sutan Syahrir, der nach der Unabhängigkeit von November 1945 bis Juni 1947 Indonesiens erster Ministerpräsident sowie mehrmals Minister war und 1948 die Sozialistische Partei Indonesiens gegründet hatte.
Aus seiner 1958 geschlossenen Ehe mit Ratmini Gandasubrata gingen drei Töchter hervor.

## Veröffentlichungen
Soedjatmoko verfasste zudem zahlreiche Sachbücher zu unterschiedlichen Themen, die oftmals erst posthum erschienen. Zu seinen Werken gehören:
- Dimensi manusia dalam pembangunan. Pilihan karangan, Jakarta 1983
- Etika pembebasan. Pilihan karangan tentang agama kebudayaan sejarah dan ilmu pengetahuan, Jakarta 1984
- Soedjatmoko dan keprihatinan masa depan, posthum, Yogyakarta, 1991
- Menjelajah cakrawala. Kumpulan karya visioner Soedjatmoko, posthum, Jakarta 1994
- Kebudayaan sosialis, posthum, Jakarta 2001
- Surat-surat pribadi Soedjatmoko kepada Presiden Jenderal Soeharto. 16 Juni 1968–26 April 1971, posthum, Jakarta 2002
- Asia di mata Soedjatmoko, posthum, Jakarta 2010
- Menjadi bangsa terdidik menurut Soedjatmoko, posthum, Jakarta 2010

in englischer Sprache
- An introduction to Indonesian historiography, Cornell University Press, Ithaca 1965
- Indonesia. Problems and opportunities and Indonesia and the world, Australian Institute of International Affairs, Melbourne 1967
- Some thoughts on higher education. Paper prepared for a seminar on education, employment, and equity, University of Indonesia, Jakarta, March 6, 1975, International Council for Educational Development, New York 1975
- Development and Freedom, 1982
- The primacy of freedom in development. Ambassador Soedjatmoko, Herausgeberin Anne Elizabeth Murase, University Press of America, Lanham 1985
- Transforming humanity. The visionary writings of Soedjatmoko, posthum, Kumarian Press, West Hartford, 1994

## Hintergrundliteratur
- Culture, development, and democracy. The role of the intellectual. A tribute to Soedjatmoko, Herausgeber Selo Soemardjan und Kenneth W. Thompson, United Nations University, Tokio 1994, ISBN 92-808-0854-0